# Сонячне (Ровеньківський район)
Сонячне — селище в Україні, в Хрустальненській міській громаді Ровеньківського району Луганської області. Населення становить 13 осіб. Орган місцевого самоврядування — Микитівська сільська рада.

## Населення
За даними перепису 2001 року населення селища становило 13 осіб, з них 46,15% зазначили рідною українську мову, а 53,85% — російську.